# حمد العيسى (لاعب كرة قدم مواليد 1982)
حمد العيسى (بالإنجليزية: Hamad Al-Eissa)‏؛ مواليد 4 مايو 1982 في السعودية، هو لاعب كرة قدم سعودي سابق.
لعب لأندية الاتفاق و الاتحاد و الشباب و الحزم و الطائي